# Unione Sportiva Monsummanese 1948-1949
Questa voce raccoglie le informazioni riguardanti l'Unione Sportiva Monsummanese nelle competizioni ufficiali della stagione 1948-1949.

## Rosa
| N. |                   | Ruolo | Calciatore       |
| -- | ----------------- | ----- | ---------------- |
|    | Italia (bandiera) | P     | Rodolfo Agostini |
|    | Italia (bandiera) | A     | L. Biagini       |
|    | Italia (bandiera) | A     | R. Bianchi       |
|    | Italia (bandiera) | A     | B. Biliotti      |
|    | Italia (bandiera) | A     | R. Bini          |
|    | Italia (bandiera) | C     | R. Bongiovanni   |
|    | Italia (bandiera) | C     | Pacino Calistri  |
|    | Italia (bandiera) | C     | Renzo Carbonari  |

| N. |                     | Ruolo | Calciatore          |
| -- | ------------------- | ----- | ------------------- |
|    | Italia (bandiera)   | C     | Alberto Del Fava    |
|    | Ungheria (bandiera) | A     | Jan Ferency         |
|    | Italia (bandiera)   | D     | Ulrico Sani         |
|    | Italia (bandiera)   | D     | O. Sardi            |
|    | Italia (bandiera)   | C     | S. Scarnicci        |
|    | Italia (bandiera)   | A     | Milziade Severgnini |
|    | Italia (bandiera)   | A     | A. Tagliasacchi     |